# Olympische Jugend-Sommerspiele 2010/Teilnehmer (Portugal)
| Gelbes Symbol für Goldmedaillen mit stilisierten Olympischen Ringen | Graues Symbol für Silbermedaillen mit stilisierten Olympischen Ringen | Braundes Symbol für Bronzemedaillen mit stilisierten Olympischen Ringen |
| ------------------------------------------------------------------- | --------------------------------------------------------------------- | ----------------------------------------------------------------------- |
| —                                                                   | 1                                                                     | 1                                                                       |

Die Jugend-Olympiamannschaft aus Portugal für die I. Olympischen Jugend-Sommerspiele vom 14. bis 26. August 2010 in Singapur bestand aus 19 Athleten. Fahnenträger bei der Eröffnungsfeier war der Taekwondoin Mário Silva.

## Medaillengewinner
Mit je einer gewonnenen Silber- und Bronzemedaille belegte das portugiesische Team Platz 71 im Medaillenspiegel.
Die vom Triathleten Miguel Fernandes in der gemischten Staffel gewonnene Goldmedaille floss nicht in die offizielle Wertung ein.

### Silber
- Mário Silva, Taekwondo: Klasse bis 63 kg

### Bronze
- Ana Rodrigues, Schwimmen: 50 m Brust

## Athleten nach Sportarten

### Kanu
| Mädchen - Christina Blake Pedroso Kajak-Einer Sprint: 3. Runde Kajak-Einer Slalom: 3. Runde | Jungen - João Barbosa da Silva Kajak-Einer Sprint: 3. Runde Kajak-Einer Slalom: 3. Runde |

### Leichtathletik
Jungen
- Carlos Nascimento
100 m: 9. Platz

### Radsport
| Mädchen - Magda Soraia Fernandes Martins | Jungen - Joao Tago Cancela Leal - Rafael Ferreira Reis - Rodrigo Jose Jeronimo Gomes |

- Mannschaftsmehrkampf: 9. Platz

### Rudern
Mädchen
- Patricia Rodrigues Batista
Einer: 20. Platz

### Schwimmen
| Mädchen - Ana Rodrigues 50 m Brust: Bronze 50 m Freistil: 20. Platz (Vorlauf) 100 m Freistil: 24. Platz (Vorlauf) 200 m Freistil: 18. Platz (Vorlauf) - Maria Rosa 50 m Freistil: 36. Platz (Vorlauf) 100 m Freistil: 30. Platz (Vorlauf) 100 m Brust: 26. Platz (Vorlauf) 200 m Lagen: 17. Platz (Vorlauf) | Jungen - Gustavo Santa 100 m Freistil: 37. Platz (Vorlauf) 200 m Freistil: 24. Platz (Vorlauf) 400 m Freistil: 20. Platz (Vorlauf) - Alexis Santos 50 m Rücken: 6. Platz 100 m Rücken: 15. Platz (Halbfinale) 200 m Rücken: 13. Platz (Vorlauf) 200 m Lagen: 19. Platz (Vorlauf) |

### Segeln
| Mädchen - Inês Sobral Byte CII: 15. Platz | Jungen - Gonçalo Pires Byte CII: 10. Platz |

### Taekwondo
Jungen
- Mário Silva
Klasse bis 63 kg: Silber

### Tischtennis
Mädchen
- Maria Xiao
Einzel: 2. Gruppenphase
Mixed: Achtelfinale (mit Emilien Vanrossomme  Belgien)

### Triathlon
| Mädchen - Raquel Mafra Rocha Einzel: 18. Platz Mixed Staffel: 10. Platz (im Team Europa 5) | Jungen - Miguel Fernandes Einzel: 4. Platz Mixed Staffel: Gold (im Team Europa 1) |

### Turnen
Mädchen
- Filipa Choon
Einzelmehrkampf: 29. Platz (Qualifikation)
Schwebebalken: 26. Platz (Qualifikation)
Boden: 25. Platz (Qualifikation)
Stufenbarren: 32. Platz (Qualifikation)
Pferd: 24. Platz (Qualifikation)